# Лос-Алькасарес
Лос-Алькасарес (ісп. Los Alcázares) — муніципалітет в Іспанії, у складі автономної спільноти Мурсія. Населення — 15 993 особи (2010).
Муніципалітет розташований на відстані близько 390 км на південний схід від Мадрида, 36 км на південний схід від Мурсії.
На території муніципалітету розташовані такі населені пункти: (дані про населення за 2010 рік)
- Лос-Алькасарес: 11070 осіб
- Лас-Ломас-дель-Раме: 399 осіб
- Лос-Нарехос: 3136 осіб
- Пунта-Калера: 1388 осіб

## Демографія
Динаміка населення (INE ):

## Галерея зображень

Розташування муніципалітету Лос-Алькасарес у провінції Мурсія
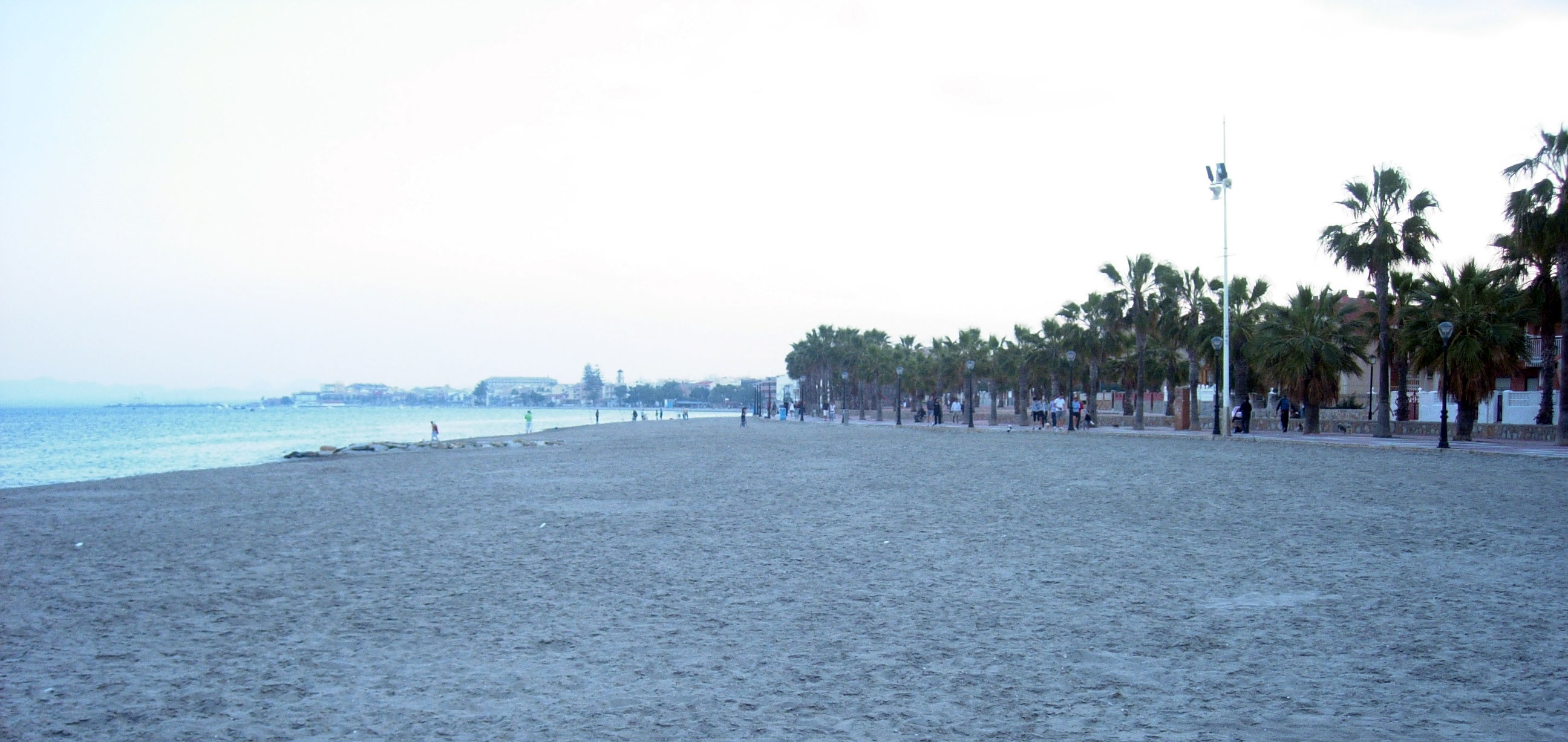
Пляж Лас-Пальмерас